# 沁源县
36°30′02″N 112°20′19″E / 36.50056°N 112.33861°E
沁源县是中国山西省长治市所辖的一个县。总面积为2556平方公里，縣人民政府駐橋西街8號。

## 历史沿革
沁源，因沁河之源而得名，古为冀州之域，春秋时期为晋国之地，战国前期属韩后属赵，秦朝属上党郡，西汉置谷远县，王莽时，改谷远为谷近县，三国为魏之地，晋朝废县，属上党郡。
北魏孝莊帝（元子攸）建义元年（公年528年），始置沁源县，县治在今城南一里许。同年，于沁源县置义宁郡，领团城、义宁、安泽、沁源等县。北齐，北周时，沿用不改。
隋文帝（杨坚）开皇十六年（公元596年）治沁州，州治在沁源县城南。同年，沁源北部始置绵上县，属西河郡。隋炀帝（杨广）大业初，沁源属上党郡；隋恭帝义宁元年，仍复义宁郡。
唐高祖武德初，复沁州治。同年，又在沁源西部，分设招远县，沁州，三年废，招远县仍归沁源县。唐玄宗（李隆基）天宝元年（公年742年）改沁州为阳城郡。领沁源、和川、绵上。唐肃宗（李亨）乾元初复称沁州，故治在沁源县。
北宋时属威胜军，宋太宗（赵炅即匡义，亦名光义）太平兴国二年（公元977年）威胜军在铜乱柳石围中，即今沁县城置沁州，从此，沁州便从沁源迁到沁县，沁源县仍属沁州，金初沁源亦属沁州；金宣宗（完颜王旬）元光二年（公元1223年）始治谷州，谷州治在沁源。
元世祖（忽必烈）至元年间废谷州，属沁州。明清时，仍属沁州，州治在今沁县城。
民国三年（1914年）。沁源属冀宁道，民国十九年（公元1930年）废道，属山西省。
1942年10月，为适应战争需要，在朱鹤岭以北地区分设绵上县，绵上县政府驻东村、赤石桥、水峪等地。1945年4月11日，沁源和绵上又合并为沁源县，县政府驻郭道镇。太岳区的岳北专署驻沁源城关。1949年太行区的长治专署和太岳区的岳北专署，合并为长治专署后，沁源县政府，从郭道迁到城关。
1958年沁县和襄垣合并不久，又和沁源三县合并为沁县，县政府驻沁县城。1960年沁县、沁源、襄垣又按原地分为三县，沁源县政府从沁县迁回城关镇，至今。

## 地理
沁源县地处太岳山东麓、长治市西北部。东邻沁县，南接屯留县、安泽县、古县，西连灵石县、霍州市，北靠平遥县、介休市。

## 行政区划
沁源县下辖6个镇、8个乡：
沁河镇、郭道镇、灵空山镇、王和镇、王陶镇、景凤镇、中峪乡、法中乡、交口乡、聪子峪乡、韩洪乡和赤石桥乡。

## 交通
公路： 341国道、省道汾阳-屯留、沁源-洪洞、沁源-沁县
铁路：沁沁线（山西省地方铁路，沁县-沁源）

## 人口
根据(山西省)长治市第七次全国人口普查公报显示：沁源县常住人口为149975人。
2010年第六次全国人口普查沁源县常住人口158702人。

## 方言
沁源方言以朱鹤岭为界，朱鹤岭以南属晋语大包片，以北属晋语并州片。

## 教育
中学：[太岳中学]（曾名[沁源一中])、[郭道中学]、[沁河中学]（原名[城关中学] ）[沁源一中]（为原沁源三中及沁源一中高中部合并，改为沁源一中)

## 风景名胜
- 全国重点文物保护单位：灵空山圣寿寺、太岳军区司令部旧址
- 山西省文物保护单位：抗日阵亡将士纪念碑、灵空山古建筑群
- 沁源县文物保护单位
- 太岳山森林公园
- 花坡